# Église de l'Immaculée-Conception de Bordighera
L’église de l’Immaculée-Conception, plus connue sous le nom de chiesa di Terrasanta, est située au 75 de la via Vittorio Emanuele à Bordighera en Ligurie. L’édifice fait partie des biens protégés par la Surintendance pour les biens architecturaux et les paysages de la Ligurie.

## Historique
Père Giacomo Viale, le curé de Bordighera, était un père franciscain. Il voulait construire une église dans le nouveau quartier de la ville qui s’était développé le long de la côte. Au début il avait demandé l’aide de l’architecte Alessandro Cantù de Sanremo, mais le projet fut bloqué à cause du retour du père Viale au couvent.
En 1875, une fois retourné à Bordighera, il demanda à l’architecte Charles Garnier de s’occuper du projet. Le terrain pour bâtir l’église fut donné par Monsieur Moreno, très connu pour ses magnifiques jardins, les jardins Moreno.
Le premier dessin de Garnier porte la date du 30 juin 1882. Garnier disait souvent que « Bordighera est plus Palestine qu’Italie… Y a-t-il quelque chose de caractéristique, de plus oriental, de plus 1001 nuits ? » À la suite de cela il dessina une église typique de l’architecture des ordres mendiants de Palestine. Il prévoit donc une seule nef, séparée en trois par des piliers qui portent des arcs en plein cintre, avec des grandes fenêtres latérales. La façade, qui prévoyait une décoration en mosaïque, fut enrichie par des mosaïques supplémentaires et de la citation « Hic Domus Dei Est ». La façade est encadrée par deux petites tours latérales, un porche qui pose sur un socle en pierre de Turbie. Derrière l’église on peut admirer le cloche qui ressemble aux tours que Garnier utiliser dans les villa qu’il construisait pour ses clients.
Le 14 janvier 1883, l’évêque, monseigneur Tommaso Reggio, bénit la première pierre et les travaux purent commencer. Le père Viale demanda à la mission Terrasanta, si elle voulait envoyer les missionnaires, qui rentraient de Palestine, à Bordighera pour leur permettre un retour plus facile. En 1885, les premiers missionnaires, qui avaient des problèmes de santé, commencèrent à arriver. Le 14 février 1886, l’évêque consacra l’église en la dédiant à la Vierge même si l’église n’était pas tout à fait terminée.
À l’intérieur de l’église se trouve aussi un tableau représentant La Déposition du peintre belge Jules Pierre van Biesbroeck de Gand et un tableau La Mort de saint Joseph de Giuseppe Balbo.
Le fils de Garnier, Christian, décida, à la mort de son père, de financer avec sa mère les derniers travaux. Le clocher fut terminé en 1899 et en 1902 on termina les décorations internes réalisées par Marcel Jambon.
Malheureusement, en 1906 et en 1963 il y a eu des travaux d’agrandissement qui ont altéré le projet initial.